# Michel Girard
Michel Girard (28 september 1944) is een Frans voormalig voetbalscheidsrechter. Hij was in dienst van FIFA en UEFA tussen 1987 en 1992. Ook leidde hij tussen 1978 en 1993 wedstrijden in de Ligue 1.
Op 5 oktober 1988 debuteerde Girard in Europees verband tijdens een wedstrijd tussen Austria Wien en VMFD Žalgiris in de voorronde van de UEFA Cup; het eindigde in 5–2 en de Franse leidsman hield zijn kaarten op zak. Zijn eerste interland floot hij op 27 januari 1988, toen Spanje met 0–0 gelijkspeelde tegen Oost-Duitsland. Tijdens dit duel gaf Girard één gele kaart.

## Interlands
| Datum            | Plaats             | Wedstrijd                               | Uitslag | Competitie           | Kreeg geel | Kreeg voor de tweede keer geel en dus rood | Weggestuurd |
| ---------------- | ------------------ | --------------------------------------- | ------- | -------------------- | ---------- | ------------------------------------------ | ----------- |
| 27 januari 1988  | Valencia, Spanje   | Spanje – Duitse Democratische Republiek | 0 – 0   | Vriendschappelijk    | 1          | 0                                          | 0           |
| 5 februari 1988  | Monaco, Monaco     | Oostenrijk – Zwitserland                | 1 – 2   | Vriendschappelijk    | 2          | 0                                          | 0           |
| 5 juni 1988      | Bazel, Zwitserland | Zwitserland – Spanje                    | 1 – 1   | Vriendschappelijk    | 2          | 0                                          | 0           |
| 25 april 1990    | Londen, Engeland   | Engeland – Tsjecho-Slowakije            | 4 – 2   | Vriendschappelijk    | 0          | 0                                          | 0           |
| 22 december 1991 | Attard, Malta      | Malta – Griekenland                     | 1 – 1   | EK 1992 kwalificatie | 2          | 0                                          | 0           |